# Marek Noniusz Makryn
Marek Noniusz Makryn (łac. Marcus Nonius Macrinus) – dowódca kampanii wojennych cesarza Marka Aureliusza i rzymski prokonsul w Azji. W filmie Ridleya Scotta (Gladiator) historia Marka Noniusza Makryna posłużyła za kanwę postaci Maximusa Decimusa Meridiusa.
W 2008 roku włoscy archeolodzy odnaleźli grób generała – marmurowe mauzoleum Makryna odkopano nad brzegami Tybru w pobliżu miejsca, gdzie przebiegał rzymski trakt via Flaminia. Odrestaurowane mauzoleum w przyszłości ma się stać częścią udostępnionego dla turystów Parku Archeologicznego Via Flaminia.